# Palpomyia tauffliebi
Palpomyia tauffliebi är en tvåvingeart som beskrevs av Vattier och Adam 1966. Palpomyia tauffliebi ingår i släktet Palpomyia och familjen svidknott.
Artens utbredningsområde är Kongo. Inga underarter finns listade i Catalogue of Life.